# 游子遠
游子遠（？—？），前趙帝國政治人物，大荔族人。官曾任光祿大夫、車騎大將軍，後升為大司徒、尚書。曾經以懷柔的方式協助劉曜平定句渠知、虛除權渠的叛亂。

## 句渠知叛亂事件
西元320年，前趙將領解虎、尹車謀反，跟巴氐酋長句徐、厙彭相勾結，事情洩漏，劉曜把解虎、尹車誅殺，把句徐、厙彭關入牢裡。時任光祿大夫的游子遠叩頭勸諫不要殺二人，劉曜大怒，馬上殺了兩人，並把屍體投入河中，於是巴氐民族全部叛亂。他們推舉酋長句渠知為領袖，自稱國號秦，年號為平趙，氐、羌、巴氐、羯等民族響應的有三十萬，關中地區大亂，城門在白天都緊緊關閉。此時游子遠又在獄中上書抗爭，劉曜生氣的把奏章撕碎，大聲咆哮：「你這個大荔族的奴才，不擔心馬上沒命，竟敢如此，嫌死的太晚嗎？」馬上要求處斬，中山王劉雅、郭汜、朱紀、呼延晏等上書勸諫劉曜，稱讚游子遠的忠心，並表示若游子遠早上被殺，他們當在晚上死，劉曜接受，赦免游子遠。劉曜打算親自征討句渠知，游子遠又上書勸諫：「如果陛下用我的策略，不用親征，一個月內便可平定叛亂。」他表示，「句渠知沒有稱帝的大志，只是因為畏懼陛下才起來造反，陛下若赦免他們，受到解虎、尹車牽連的老弱婦孺也全部釋放，讓他們恢復原來的生活，他們哪有理由不歸降？若有自知罪孽深重不敢投降的，陛下只要給弱兵五百，我就可以平定。反之，就算陛下親征，恐怕也難以平定。」劉曜大喜，便大赦，任命游子遠為車騎大將軍，都督雍州秦州軍事。游子遠屯居雍城，有數十萬人投降，又屯居安定，造反的全部投降，只有句渠五千餘家不肯歸降，游子遠進攻並打敗了他們。

## 虛除權渠叛亂事件
打敗句渠家後，游子遠引兵巡視隴右，氐、羌族有十餘萬聚落不服，他們的酋長虛除權渠自號秦王，游子遠逼近他們，虛除權渠出兵抵禦，全部失敗。虛除權渠想要投降，他的兒子虛除伊餘說：「上次劉曜親自來，都對我們無可奈何，今天來的只是偏師，何須畏懼？」率領士兵五萬，攻擊遊游遠營寨，諸將想要迎戰，游子遠說：「虛除伊餘他們現在群情激動，而且他們的兵比我們堅強，何況為父親復仇的鬥志壯盛，不如先緩，使其士氣減弱時再打，於是虛除伊餘面有驕色，游子遠晚上備戰，早上偷襲，生擒了虛除伊餘，俘虜全部部眾，虛除權渠畏懼，便披頭散髮，劃破面皮投降。游子遠請劉曜任命他為征西將軍、西戎公，把虛除伊餘等的部眾遷徙到首都長安，劉曜任命游子遠當大司徒，主管政府事務（錄尚書事）。

## 事件影響
前趙統治下的關中當時有許多蠻族尚未歸附，甚至和東晉聯合打擊前趙政權，這一次事件徹底使的那些蠻族全部歸附，徹底安定內部。影響非同小可。

## 其他事件
西元323年，劉曜安葬母親於粟邑，大赦，興建龐大的墳墓，動用6萬人日夜修築，老百姓甚苦。游子遠勸諫，劉曜不聽。